# 3-й истребительный авиационный полк (первого формирования)
3-й истребительный авиационный полк (3-й иап) — воинская часть Военно-воздушных сил (ВВС) РККА СССР, принимавшая участие в боевых действиях на реке Халхин-Гол составом одной эскадрильи.

## Наименования полка
За весь период своего существования полк несколько раз менял своё наименование:
- 3-й истребительный авиационный полк;
- 534-й истребительный авиационный полк;
- 534-й истребительный авиационный Краснознамённый полк;
- Полевая почта 65325.

## Создание полка
3-й истребительный авиационный полк начал формировался в сентябре 1938 года в составе ВВС 2-й Краснознаменной армии из личного состава 60-й и 2-й истребительных авиационных эскадрилий и 25-й истребительной авиационной бригады.

## Переименование полка
3-й истребительный авиационный полк 29 ноября 1944 года переименован в 534-й истребительный авиационный полк и включён в состав 296-й истребительной авиационной дивизии 10-й воздушной армии Дальневосточного фронта.

## Командиры полка
- майор Евгений Яковлевич Савицкий, 09.1940 — 04.1941.
- майор Кацай Кузьма Тихонович 04.1941 - 09.1941.
- майор Немировский Яков Моисеевич 11.1941 - 11.1942.
- майор Артемьев Николай Федорович 11.1942 - 04.1943.
- капитан, майор Кокарев Петр Иванович[4],  04.1943 — 10.04.1947.

## В составе соединений и объединений
| Период        | Фронт (округ)                 | армия                     | корпус    | дивизия                                      | примечание |
| ------------- | ----------------------------- | ------------------------- | --------- | -------------------------------------------- | --- |
| 09.1938 г.    | Дальневосточный военный округ | 2-я Краснознаменная армия | ВВС армии | 26-я авиационная бригада                     | |
| 02.08.1939 г. | Дальневосточный военный округ | 2-я Краснознаменная армия | ВВС армии | 26-я авиационная бригада                     | 2-я эскадрилья убыла на Халхин-Гол |
| 27.08.1939 г. | 1-я АГ РККА                   | ВВС Армейской группы      |           |                                              | В период: 27.08.1939 — 17.09.1939 2-я аэ полка принимала участие в советско-японском вооруженном конфликте на р. Халхин-Гол (МНР) на И-16 (входила в 22 иап). |
| 17.09.1939 г. | Дальневосточный военный округ | 2-я Краснознаменная армия | ВВС армии | 26-я авиационная бригада                     | |
| 27.08.1940 г. | Дальневосточный фронт         | 2-я Краснознаменная армия | ВВС армии | 31-я смешанная авиационная дивизия           | |
| 28.06.1941 г. | Дальневосточный фронт         | 2-я Краснознаменная армия | ВВС армии |                                              | |
| 01.08.1941 г. | Дальневосточный фронт         | 2-я Краснознаменная армия | ВВС армии |                                              | переформирован, 4-я эскадрилья передана в 529-й иап |
| 15.08.1941 г. | Дальневосточный фронт         | 2-я Краснознаменная армия | ВВС армии | 95-я авиационная дивизия                     | |
| 01.09.1941 г. | Дальневосточный фронт         | 2-я Краснознаменная армия | ВВС армии | 96-я авиационная дивизия                     | |
| 27.12.1941 г. | Дальневосточный фронт         | 2-я Краснознаменная армия | ВВС армии |                                              | |
| 03.08.1942 г. | Дальневосточный фронт         | 2-я Краснознаменная армия | ВВС армии | 149-я истребительная авиационная дивизия ПВО | |
| 10.04.1943 г. | Дальневосточный фронт         | 11-я воздушная армия      | ВВС армии |                                              | |
| 09.06.1943 г. | Дальневосточный фронт         | 11-я воздушная армия      | ВВС армии | 149-я истребительная авиационная дивизия ПВО | |
| 26.10.1943 г. | Дальневосточный фронт         | 11-я воздушная армия      | ВВС армии |                                              | |
| 05.1944 г.    | Дальневосточный фронт         | 11-я воздушная армия      | ВВС армии |                                              | получил Як-7Б и Як-9 |
| 29.11.1944 г. | Дальневосточный фронт         | 10-я воздушная армия      | ВВС армии | 296-я истребительная авиационная дивизия     | переименован в 534-й истребительный авиационный полк |

## Участие в операциях и битвах
- выполнял задачи ПВО объектов.
- Бои на Халхин-Голе (составом 2-й авиаэскадрильи, входившей на период боев в 22-й иап).

## Отличившиеся воины полка
- Бровцев Сергей Георгиевич, командир эскадрильи 3-го истребительного авиационного полка, удостоен звания Героя Советского Союза Указом Президиума Верховного Совета СССР от 25 июня 1958 года. Золотая Звезда № 11076.

## Статистика боевых действий
За период Боевых действий на Халхин-Голе потерян 1 лётчик.

## Самолёты на вооружении
| И-15 бис | Як-9 | И-16 |

| Период      | Самолеты    |
| ----------- | ----------- |
| 1938 — 1944 | И-15 бис    |
| 1938 — 1944 | И-16        |
| 1944 — 1945 | Як-7Б, Як-9 |
| 1945 — 1947 | Як-3, Як-9  |